# Joseph Fielding Smith
Pour les articles homonymes, voir Smith et Joseph Smith (homonymie).
Joseph Fielding Smith Jr., né le 19 juillet 1876 à Salt Lake City (Territoire de l'Utah) et mort dans la même ville le 2 juillet 1972, est un chef religieux américain. Il est le 10e président de l'Église de Jésus-Christ des saints des derniers jours de 1970 à sa mort.
Fils du président Joseph F. Smith, petit-fils de Hyrum Smith, petit-neveu du prophète Joseph Smith et cousin du président George Albert Smith, il est le quatrième et dernier membre de la famille Smith à assumer la présidence de l'Église.

## Vie familiale et personnelle
Le 26 avril 1898, Smith a épousé sa première femme, Emily Louie "Emyla" Shurtliff (né le 16 juin 1876). En mars 1899, Smith a été appelé comme  missionnaire en Grande-Bretagne par Lorenzo Snow, Président de l'Église. Le 12 mai 1899, Smith a été mis à part en tant que missionnaire et ordonné Soixante-dix par son père. Un petit groupe de missionnaires, y compris Smith et son frère aîné Joseph Smith Richards, sont quittés le lendemain pour l'Angleterre. Après son retour de la mission britannique en juillet 1901, Smith et sa femme Louise ont eu deux filles, Joséphine et Julina. Louise Shirtliff Smith est décédée des complications d'une troisième grossesse en mars 1908. 
En novembre 1908, Smith a épousé Ethel Georgina Reynolds (né le 23 octobre 1889). Ils ont eu quatre filles (Emily, Naomi, Lois, Amelia) et cinq garçons, Joseph Fielding (surnommé Joseph Fielding Smith, Jr.), Lewis Warren, George Reynolds, Douglas Allan et Milton Edmund. Ethel Reynolds Smith est décédée d’une hémorragie cérébrale le 26 août 1937, à 47 ans.

## Service de l'Église

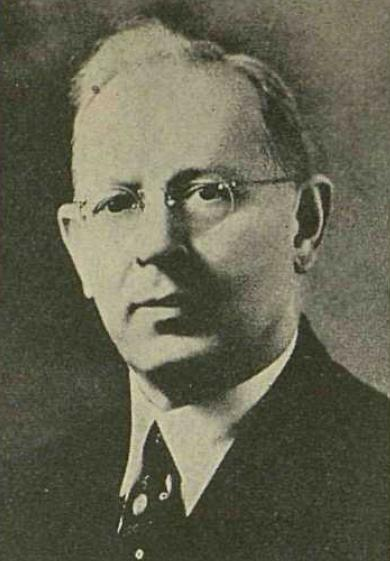
Joseph Fielding Smith.

Après avoir terminé sa mission en 1901, Smith a travaillé au bureau d’Histoire de l’Église.  Il est l'auteur du livre  The Origins of the Reorganized Church and the Question of Succession (Les origines de l’Église réorganisée et la question de succession) en 1909, écrit pour défendre l'Église mormone contre le prosélytisme des missionnaires de la récente 'Église réorganisée de Jésus-Christ des saints des derniers jours (Église RLDS) en Utah. 
Au début de son apostolat, son point de vue sur le différend entre les enseignements bibliques du mormonisme sur le créationniste Richard Sherlock,, et la théorie de l'évolution a attiré l’attention sur lui. (Voir mormonisme et théorie de l'évolution).
Smith a servi longtemps comme un apôtre à Salt Lake City. Il a également été Président du Temple de Salt Lake de 1945 à 1949. À cette période, Smith a visité la Mission espagnole-américaine de l'Église. Avant son retour à Salt Lake City, il a informé le Président du Temple de Mesa Arizona qu'il recommanderait à la Première Présidence que les cérémonies du temple soient traduites en espagnol.
Smith a été président de la Société généalogique d'Utah devenue Société généalogique de l'Église de Jésus-Christ des Saints des Derniers Jours de 1934 à 1961. Au moment de quitter ce poste, il avait été président du Collège des Douze plus d'une décennie. À la fin des années 1950, Smith a tenté de réduire le roulement du personnel de la Société généalogique en essayant de convaincre la Première Présidence que les femmes devraient être autorisées à rester en tant que salariés après leur mariage. Le changement a été accepté pour leur permettre de travailler six mois après leur mariage.

## Service à l'étranger
Smith a parfois accepté de l'Église des affectations à l'étranger. En 1939, il a effectué la tournée des missions européennes et supervisé le retrait des missionnaires immédiatement avant le déclenchement de la Seconde Guerre mondiale. En 1950, Smith a visité la mission du Mexique. puis en 1955, de l'Asie. Il y a consacré la Corée et les Philippines à la prédication de l'Evangile. En 1957, il est allé en Europe pour la dédicace du Temple à Londres et a également supervisé l'excommunication de plusieurs missionnaires dans la mission française qui avait apostasié.

## Présidence
Joseph Fielding Smith devint Président de l'Église le 23 janvier 1970 après le décès de  David O. McKay. Bien qu'il ne servit que deux ans et demi en tant que Président de  l'Église, plusieurs initiatives ont été prises : les conférences de zone (missionnaires) ont été créées, quelques organisations importantes ont été restructurées dans l'École du dimanche et des services sociaux de l'Église. Les magazines de l'Église ont été remaniés en Ensign, New Era and Friend en anglais, avec des bases communes.  Son mandat a également été marqué par une croissance soutenue du  nombre des missionnaires en service et la dédicace du temple d'Ogden et Provo en Utah.

## Ouvrages de Joseph Fielding Smith

### Ouvrages traduits en français
- L'essentiel de l'histoire de l'Église, Salt Lake City, 1922
- Le chemin de la perfection, Salt Lake City, 1931
- Enseignements du prophète Joseph Smith (1805-1844), Salt Lake City, 1938
- Réponses aux questions sur l'Évangile, Salt Lake City, 1953
- Doctrine du salut, vol. 1, Salt Lake City, 1954
- Doctrine du salut, vol. 2, Salt Lake City, 1955
- Doctrine du salut, vol. 3, Salt Lake City, 1956